# Les Frères Karamazov (film, 1920)
Pour plus de détails, voir Fiche technique et Distribution.
Les Frères Karamazov (Die Brüder Karamasoff) est un film dramatique de procès[réf. nécessaire] allemand de Dimitri Buchowetzki et Carl Froelich, sorti en 1920.

## Synopsis
Le vieux bagarreur et ivrogne Karamazov, ses fils inégaux[pas clair] et Gruschenka, une prostituée sèment chacun la discorde dans la famille. Dimitri Karamasoff veut épouser sa femme Katharina, dite Katja mais pour cela il doit déposer la somme de 3 000 roubles dans son régiment de Moscou. Comme il n'a pas beaucoup d'argent, il se rend chez son père pour demander que cette somme lui soit remise. Cependant, son père, qui doit de l'argent à son fils, n'est pas disposé à le faire. Au contraire, le vieil homme ne pense qu'aux femmes. Il est particulièrement épris de la jolie prostituée Gruschenka.
Dimitri essaie d'influencer son père à travers Gruschenka mais celle-ci se moque de lui. Dans une confrontation mouvementée, qui prend des traits de plus en plus vigoureux, les deux s'attaquent. Mais Grushenka ne rend pas la pareille aux sentiments de Dimitri et joue plutôt avec lui. Dimitri Karamazoff, quant à lui, est en ce moment infidèle à sa Katja et tombe éperdument amoureux de la prostituée. Pendant ce temps, Katja a trouvé les 3 000 roubles dont elle avait besoin. Lorsqu'elle apprend que Dimitri a une liaison avec la putain bien connue, elle est profondément affectée mais veut toujours épouser son fiancé. À la gare, elle attend en vain Dimitri qui, contrairement à sa promesse, ne vient pas. Katja part alors seule.
Le soir même, le vieux Karamazov est retrouvé mort dans son appartement. Dimitri est aussitôt soupçonné d'avoir assassiné son père. La raison présumée est la jalousie car Gruschenka ne voulait pas lâcher le vieil homme, qui était généreux avec elle. Le jeune frère de Dimitri, Ivan, tente de prouver son innocence mais n'y parvient pas. Lors d'un procès, Dimitri est reconnu coupable de meurtre et exilé en Sibérie , où il est contraint d'effectuer des travaux forcés. Le vrai coupable, cependant, est un personnage odieux et flagorneur nommé Smerdjakoff. Il s'est depuis longtemps soustrait à son inculpation et à sa condamnation en se pendant la veille du début du procès.

## Fiche technique
- Titre : Les Frères Karamazov
- Titre original : Die Brüder Karamasoff
- Réalisation : Dimitri Buchowetzki et Carl Froelich
- Scénario : d'après Les Frères Karamazov de Fiodor Dostoïevski
- Photographie : Otto Tober
- Pays d'origine : République de Weimar
- Format : Noir et blanc - 1,33:1 - Film muet
- Durée : 70 minutes
- Date de sortie : 1920

## Distribution
- Fritz Kortner : Der alte Karamazov
- Bernhard Goetzke : Iwan
- Emil Jannings : Dimitri Karamazov
- Hermann Thimig : Alexej
- Werner Krauss : Serdjakoff
- Hugo Froelich : Gregori
- Alina Gryficz-Mielewska : Gruschenka
- Hanna Ralph : Katarina
- Rudolf Lettinger : Oberst
- Josefine Dora : Generalin
- Dimitri Buchowetzki
- Carl Zickner